# NGC 5102
NGC 5102 este o emission-line galaxy⁠(d) situată în constelația Centaurul. A fost descoperită în 1835 de către John Herschel. Se află la o distanță de 3,66 megaparseci de Pământ.